# World Banana Queen
De World Banana Queen-verkiezing (Spaans: Reina Mundial del Banano) is een internationale missverkiezing die jaarlijks wordt gehouden in Ecuador, wereldwijd de grootste exporteur van bananen. De gaststad is steeds Machala, wereldwijd erkend als hoofdstad van de bananenproductie. De organisatie is in handen van de provinciale raad van de Ecuadoraanse provincie El Oro. De kandidates komen uit landen die bananen produceren uit Zuid-Amerika maar ook uit de Verenigde Staten en Europa.

## Geschiedenis
De eerste Banana Queen-verkiezing werd gehouden in 1964 als onderdeel van het oogstfeest van de bananen in Machala. In 1977 werden voor het eerst andere Zuid-Amerikaanse landen uitgenodigd. Verder kwamen de deelneemsters tot 1985 alleen uit Ecuador, en dan voornamelijk uit de provincie El Oro. Na dat jaar werd de wedstrijd internationaal onder de nieuwe naam World Banana Queen.

## Winnaressen
| Jaar | Reina Mundial del Banano          | Land             | Virreina Mundial del Banano        | Land                   | Turismo Internacional | Land   | Datum            | Kandidates | Plaats           |
| ---- | --------------------------------- | ---------------- | ---------------------------------- | ---------------------- | --------------------- | ------ | ---------------- | ---------- | ---------------- |
| 2017 | Yenny Carrillo                    | Colombia         | Karen Robles                       | Costa Rica             | Ivonne Hernández      | Mexico | 23 september     | 14         | Machala, Ecuador |
| 2016 | Ivana Yturbe Contreras            | Peru             | Rusbell Lòpez                      | Venezuela              |                       |        | 24 september     | 15         | Machala, Ecuador |
| 2015 | Carolina Rodríguez                | Costa Rica       | Yuliska Guevara                    | Venezuela              | 26 september          | 18     | Machala, Ecuador |            |                  |
| 2014 | Susan Romanishin                  | Verenigde Staten | Alessandra Freitas                 | Brazilië               | 27 september          | 18     | Machala, Ecuador |            |                  |
| 2013 | Manou Volkmer                     | Duitsland        | Donají López                       | Mexico                 | ? september           | ?      | Machala, Ecuador |            |                  |
| 2012 | Jennifer Valle                    | Honduras         | Nerys Margarita Díaz Ramírez       | Venezuela              | ? september           | ?      | Machala, Ecuador |            |                  |
| 2011 | Lizeth Carolina González Romero   | Colombia         | Johanna Acs                        | Duitsland              | 22 september          | 16     | Machala, Ecuador |            |                  |
| 2010 | Hilda Alessa Gámez Phillips       | Honduras         | Laura Vivian Spoya Solano          | Peru                   | 23 september          | 16     | Machala, Ecuador |            |                  |
| 2009 | Josephine Karam Leó               | Venezuela        | Dalia Cristina Fernández Sánchez   | Dominicaanse Republiek | 23 september          | 15     | Machala, Ecuador |            |                  |
| 2008 | Amanda Renee Delgado              | Verenigde Staten | Nailette Cristina Romero Gazaui    | Venezuela              | 20 september          | 15     | Machala, Ecuador |            |                  |
| 2007 | Jennifer Johanna Schell Dorante   | Venezuela        | Izaskun Arana Cándela              | Ecuador                | 21 september          | 15     | Machala, Ecuador |            |                  |
| 2006 | Verónica María González Quesada   | Costa Rica       | Rosibel María Eugenia Macías Álava | Ecuador                | 21 september          | 14     | Machala, Ecuador |            |                  |
| 2005 | Tatiana María Bastidas Castañeda  | Colombia         | Jessica Torejani                   | Brazilië               | 24 september          | 14     | Machala, Ecuador |            |                  |
| 2004 | Anna Maria Ezechiels              | Canada           | María Gabriela Granda Román        | Ecuador                | 23 september          | 14     | Machala, Ecuador |            |                  |
| 2003 | Liliana Judith de Cambil Ávila    | Colombia         | Amanda Cothran                     | Verenigde Staten       | 24 september          | 13     | Machala, Ecuador |            |                  |
| 2002 | Isabel Estrada Cano               | Colombia         | Susanne Tocker                     | Duitsland              | 19 september          | 17     | Machala, Ecuador |            |                  |
| 2001 | Claudia Alejandra Palacios        | Colombia         | Shadelyn López                     | Puerto Rico            | 21 september          | 12     | Machala, Ecuador |            |                  |
| 2000 | Meliana Canino                    | Puerto Rico      | Alejandra Vélez Londoño            | Colombia               | 22 september          | 12     | Machala, Ecuador |            |                  |
| 1999 | Amaloha Elisa Méndez Siverio      | Venezuela        | Viviana Brener Campo               | Costa Rica             | 23 september          | 16     | Machala, Ecuador |            |                  |
| 1998 | Jessica Lynn Bryan Gándara        | Guatemala        | Noelia Ortiz Melo                  | Italië                 | 20 september          | 18     | Machala, Ecuador |            |                  |
| 1997 | Adriana de Jesús Zúñiga Sáenz     | Costa Rica       | Karla Hannelore Beteta Forkel      | Guatemala              | 20 september          | 18     | Machala, Ecuador |            |                  |
| 1996 | Paula Denise Simon                | Brazilië         | Marisela Moreno Montero            | Panama                 | 19 september          | ?      | Machala, Ecuador |            |                  |
| 1995 | Gabriela Aguilar Chavarría        | Costa Rica       | Fabiana Fontanella                 | Brazilië               | 21 september          | 17     | Machala, Ecuador |            |                  |
| 1994 | Liliana Noemi González Mena       | Paraguay         | Ana Lucía Granda Aguilar           | Ecuador                | 22 september          | 16     | Machala, Ecuador |            |                  |
| 1993 | Yadira Yesenia Ríos García        | Mexico           | Phyllis Motta Ruiz De Somucursio   | Panama                 | 23 september          | 14     | Machala, Ecuador |            |                  |
| 1992 | Gisselle Amelia González Aranda   | Panama           | Idis Mabel Vélez Romero            | Puerto Rico            | 23 september          | 15     | Machala, Ecuador |            |                  |
| 1991 | Mónica Rodríguez Chávez           | Colombia         | María Fernanda Corral Dazza        | Ecuador                | 22 september          | 13     | Machala, Ecuador |            |                  |
| 1990 | Luz Angélica Ruiz Velasco Padilla | Mexico           | Daniela Lores Quintero             | Venezuela              | 21 september          | 14     | Machala, Ecuador |            |                  |
| 1989 | Cristiane Corrales Ferreira       | Brazilië         | Vivian Sanabria                    | Costa Rica             | ? september           | ?      | Machala, Ecuador |            |                  |
| 1988 | Ximena Paulett Correa Jarre       | Ecuador          | Rita Rosina Verreos                | Venezuela              | 21 september          | 13     | Machala, Ecuador |            |                  |
| 1987 | Carla Irene Trombotti Moreno      | Uruguay          | Doris Mora Bejarano                | Ecuador                | 22 september          | 13     | Machala, Ecuador |            |                  |
| 1986 | Betzabeth Coelles Araújo          | Venezuela        | María Eugenia Benjamín             | Panama                 | 21 september          | 15     | Machala, Ecuador |            |                  |
| 1985 | Rosibel Chacón Pereira            | Costa Rica       | Cristiane Lasita Passos            | Brazilië               | ? september           | 12     | Machala, Ecuador |            |                  |